# Edmund Sebree
Edmund Bower Sebree (7 janvier 1898 – 25 juin 1966) est un général américain durant la Seconde Guerre mondiale.

## Biographie
En 1942, il commande l'Americal Division. Cette division participe la Bataille de Guadalcanal.  

## Carrière et décorations
| Insigne | Grade             | Date              |
| ------- | ----------------- | ----------------- |
|         | Second Lieutenant | 1er novembre 1918 |